# چیچی (قوبا)
چیچی (به ترکی آذربایجانی: Çiçi) یک منطقه مسکونی در جمهوری آذربایجان است که در شهرستان قوبا واقع شده‌است. چیچی ۱۱۳۱ نفر جمعیت دارد.